# Льюисский фунт
Льюсский фунт (англ. Lewes Pound, LP£) — региональная валюта города Льюис (англ. Lewes) в Юго-Восточной Англии, административном центре графства Восточный Суссекс, Великобритания.

## История
Льюисский фунт выпущен в обращение 9 сентября 2008 года при мэре Майкле Чартье. 70 участников, позднее вырастет до 130 участников в январе 2009 года. Первоначально выпускался 1 фунт, затем в 2009 году добавлены следующие номиналы 5,10, 21 фунт. На 1 фунте изображение Томас Пейн (жил в городе 1768—1774), на обратной стороне изображение Замок Льюис.

## Банкноты
Номинал:
- 1 Фунт, зеленый, без даты
- 1 Фунт, зеленый, 2009 год
- 1 Фунт, зеленый, 2017 год
- 5 фунтов, синий, 2009
- 5 Фунтов, синий, 2013 год
- 5 фунтов, синий, 2017
- 10 фунтов, желтый, 2009
- 10 фунтов, синий, 2014
- 21 фунт, красный, 2009

Памятные 5 фунтов — выпущены в 2014 году, к 750-й годовщине битвы при Льюисе 14 мая 1264 года.

## Значение
Стоимость льюисского фунта установлена на уровне £ 1 stg, и к январю 2009 года его можно было использовать в любом из примерно 130 магазинов в Льюисе (увеличившись с 70, когда была введена валюта). Несмотря на номинальную стоимость, некоторые компании взимают меньшую плату в льюисских фунтах, а некоторые из самых ранних банкнот были проданы на eBay по значительно более высокой цене.

## Внешний вид
На лицевой стороне изображен Саут-Даунс с изображением жителя Льюиса Томаса Пейна и его цитатой: "В наших силах построить мир заново". На обороте - изображение замка Льюис. Банкноты напечатаны на традиционной банкнотной бумаге и имеют ряд защитных элементов, включая уникальную нумерацию и водяные знаки.